# Floss (Tanz)

Bewegungsablauf des Floss’

Floss (englisch, deutsch Zahnseide) ist eine Tanzform, bei der beide Arme parallel abwechselnd nach links und rechts geschwungen werden, mit gegenläufigen Hüftbewegungen und geballten Fäusten. Nach zwei Schwüngen vor dem Körper wird einer mit einem Arm hinter dem Körper ausgeführt. Das ganze wird mit großer Geschwindigkeit durchgeführt. Dazu gehört ein starr geradeaus gerichteter Blick.
Der Name kommt daher, dass die schnellen Arm- und Hüftschwünge wie mit einem riesigen, unsichtbaren Stück Zahnseide ausgeführt aussehen.
Videos des Tanzes gingen in sozialen Medien viral, nachdem der 15-jährige Russell Horning, der als „the backpack kid“ („das Rucksackkind“) bekannt wurde, ihn im Mai 2017 bei einer Saturday-Night-Live-Performance von Katy Perry zu ihrem Lied Swish Swish aufführte. Seitdem wurde er zu einem Trend bei Kindern und Jugendlichen und wurde von Prominenten in Videos aufgeführt. Der Floss Dance wurde bei den Simpsons und in Fernsehshows von Universal Kids, Disney XD und dem Disney Channel gezeigt. Vor 2017 war der Tanzschritt bereits in zahlreichen YouTube-Videos zu sehen, das erste davon stammt von Oktober 2010. In der am 4. Januar 2019 im Ersten ausgestrahlten Ausgabe der Show Klein gegen Groß traten in einem Flossdance-Wettbewerb Lisa und Lena gegen sechsjährige Zwillingsschwestern an.
Floss wurde im Videospiel Fortnite Battle Royale von Epic Games aus dem Jahr 2017 als Emote animiert. Im Dezember 2018 reichte Hornings Mutter eine Klage gegen Epic Games wegen Urheberrechtsverletzung ein. Sie führte dazu, dass Playground Games das Tanz-Emote im 2018er Renn-Videospiel Forza Horizon 4 entfernte, um mögliche Rechtsstreitigkeiten zu vermeiden.